# DC Universe (streamovací služba)
DC Universe byla americká SVOD služba spravovaná společnostmi DC Entertainment a Warner Bros. Digital Networks. Zájem o vytvoření vlastní streamovací služby byl projeven v dubnu roku 2017, přičemž název byl oficiálně oznámen až v květnu 2018. Služba obsahovala jak hrané a animované seriály a filmy, tak i katalog, vybrané komiksy DC Comics, diskusní fórum anebo internetový obchod. Tzv. beta start DC Universe proběhl na konci srpna 2018 a plně spuštěno bylo 15. září téhož roku.
V srpnu 2020 bylo oznámeno, že všechny zbývající původní pořady služby budou přesunuty na HBO Max. Následující měsíce DC ohlásilo, že služba bude 21. ledna 2021 znovu spuštěna pod názvem DC Universe Infinite a bude obsahovat pouze komiksy.

## Historie
DC Universe bylo oznámeno 25. dubna 2017 jako nepojmenovaná služba vydávající seriály, přičemž oficiální název byl zveřejněn až o rok později 2. května 2018. Následujícího měsíce bylo ohlášeno, že DC Universe bude obsahovat také hrané a animované filmy a seriály a součástí bude například i DC encyklopedie, vybrané komiksy DC Comics, diskusní fórum a internetový obchod. Službu povede Sam Ades, viceprezident a generální manažer společnosti Warner Bros. Digital Network.
Dne 25. dubna 2017 byly oznámeny první dva seriály, a to Titans a Young Justice: Outsiders. Téhož roku 21. listopadu byl ohlášen několikadílný, půlhodinový, animovaný seriál o Harley Quinn. Dne 30. ledna 2018 byl ohlášen seriál Metropolis, jehož děj se odehrává před Supermanem a zaměřuje se na Lois Laneovou a Lexe Luthora. V květnu 2018 byly oznámeny dva hrané seriály, Swamp Thing a Doom Patrol, a bylo uvedeno, že se seriál Metropolis předělává. Dne 19. července byl ohlášen hraný seriál o Stargirl, ve kterém se objeví také postavy z týmu Justice Society of America. O měsíc později byl oznámen zpravodajský seriál DC Daily.
V červnu 2020 bylo oznámeno, že novým předplatitelům streamovací služby HBO Max bude DC Universe nabídnuto ve zlevněné verzi, a to za 4,99 dolarů měsíčně. Od konce července 2020 služba nenabízela roční předplatné. V srpnu 2020 Jim Lee, kreslíř a vydavatel DC Comics, odhalil, že všechny původní pořady budou přesunuty na HBO Max. Lee se také vyjádřil ke komunitním aspektům služby DC Universe a dostupnosti mnoha komiksových titulů: „Vždy budou potřeba.“ Doplnil, že DC hledalo způsoby, jak platformu přenést bez ztráty jejího obsahu.
V září 2020 DC oznámilo, že se ze služby stane výhradně služba na půjčování komiksů a bude spuštěna 21. ledna 2021 pod názvem DC Universe Infinite. Předplatné uživatelů DC Universe se přesune do DC Universe Infinite. Původní pořady, tedy 1.–4. řada Young Justice, 1.–3. řada Titans, 1.–3. řada Doom Patrol, první řada Stargirl a 1.–3. řada Harley Quinn, budou přesunuty na HBO Max a stanou se z nich tzv. Max Original, přičemž nové seriály ze světa DC budou také dostupné na HBO Max.

## Dostupnost
DC Universe bylo spuštěno 15. září 2018 v USA a bylo dostupné na operačních systémech iOS a Android, digitálních přehrávačích Roku, Apple TV, Android TV, Amazon Fire TV, konzoli Xbox One a internetových stránkách. Každé předplatné služby mohlo být použito na dvou zařízeních zároveň. Předobjednávka byla dostupná od 19. července 2018 a betaverze byla pro vybrané uživatele zveřejněna v srpnu 2018. Hrané seriály byly streamovány ve 4K Ultra HD HDR.
DC Universe bylo dostupné pouze ve Spojených státech. V září 2018 Dan DiDio, editor DC, na konvenci Fan Expo Canada uvedl, že v Kanadě bude dostupná betaverze služby s neurčitým termínem plného spuštění. Mezitím bylo několik původních seriálů a filmů odkoupeno společností Corus Entertainment (pro vysílání na svých stanicích Teletoon, Adult Swim a Showcase) a práva na vysílání seriálu Doom Patrol byla koupena Bell Media pro svůj kanál CTV Sci-Fi Channel. Seriál Titans byl mezinárodně distribuován službou Netflix.

## Nabídka

### Původní seriály
| Původní název              | Český název | Žánr                           | Od                 | Do                 | Řady            | Stav |
| Hrané                      | Hrané       | Hrané                          | Hrané              | Hrané              | Hrané           | Hrané |
| -------------------------- | ----------- | ------------------------------ | ------------------ | ------------------ | --------------- | --- |
| Titans                     | —           | superhrdinské akční drama      | 12. října 2018     | 29. listopadu 2019 | 2 řady; 24 dílů | Objednána třetí řada, která bude mít premiéru na HBO Max. |
| Doom Patrol                | —           | superhrdinské komediální drama | 15. února 2019     | 6. srpna 2020      | 2 řady; 24 dílů | HBO Max spoluprodukovalo a spoludistribuovalo druhou řadu. Seriál se nakonec plně přesune na HBO Max.                                                                                      |
| Swamp Thing                | Bažináč     | superhrdinský horor            | 31. května 2019    | 2. srpna 2019      | 1 řada; 10 dílů | Zrušeno. |
| Stargirl                   | —           | superhrdinské akční drama      | 18. května 2020    | 10. srpna 2020     | 1 řada; 9 dílů  | Druhého dne byly díly odvysílány na televizní stanici The CW. The CW objednalo druhou řadu, která bude uvedena výhradně na této stanici. Kromě toho byla první řada zveřejněna na HBO Max. |
| Animované                  |             |                                |                    |                    |                 | |
| Young Justice              | —           | superhrdinský                  | 4. ledna 2019      | 27. srpna 2019     | 1 řada; 26 dílů | Přesunuto ze stanice Cartoon Network, přičemž třetí řada nese podnázev Outsiders. Objednána čtvrtá řada, která bude mít premiéru HBO Max.                                                  |
| Harley Quinn               | —           | superhrdinská komedie          | 29. listopadu 2019 | 26. června 2020    | 2 řady; 26 dílů | Seriál se nakonec přesune na HBO Max. |
| Ostatní                    |             |                                |                    |                    |                 | |
| DC Daily                   | —           | zpravodajský seriál            | 15. září 2018      | 3. července 2020   | 450 dílů        | Ukončeno. |
| DC Universe All Star Games | —           | soutěž                         | 28. února 2020     | 27. března 2020    | 1 řada; 6 dílů  | Ukončeno. |
| BizarroTV                  | —           | antologie                      | —                  | —                  | —               | Seriál byl oznámen v říjnu 2019 a měl mít premiéru v roce 2020. |

### Filmy a televizní seriály
Při spuštění DC Universe byly do nabídky přidány čtyři filmy o Supermanovi v hlavní roli s Christopherem Reevem, Batman začíná, Temný rytíř, animované televizní seriály Batman, Static Shock, Young Justice, Teen Titans, Batman budoucnosti, Batman: Odvážný hrdina a Liga spravedlivých, hrané televizní seriály Superman a Wonder Woman (později upravené do HDTV), animované filmy Liga spravedlivých: Záchrana světa, Green Lantern: První let a Wonder Woman a mnoho dalších. Do nabídky se přidává nový obsah každý měsíc.
V březnu 2019 byl do nabídky přidán živě hraný seriál Shazam! z roku 1970.

## Ocenění
DC Universe získalo v roce 2020 ocenění Webby v kategorii web.